# Прис, Иан
Иа́н Прис (англ. Ian Preece, род. 23 июня 1982 года) — валлийский профессиональный игрок в снукер. Живёт в Ньюпорте. Профессионал с 2001 года, по результатам сезона 2009/10 Прис выбыл из мэйн-тура.
После многих успехов на юниорском уровне Прис стал в 1999 самым молодым чемпионом среди любителей. 
Лучшие выступления на профессиональном уровне — last 48 на турнирах Welsh Open 2007, China Open 2007, Чемпионат Великобритании 2007 и Шанхай Мастерс 2008.

## Победы

### Любительская карьера
- EBSA чемпионат Европы до 19 лет — 1998
- IBSF чемпионат мира — 1999